# Рокфорд (Алабама)
Рокфорд (енгл. Rockford) град је у америчкој савезној држави Алабама. По попису становништва из 2010. у њему је живело 477 становника.

## Демографија
Према попису становништва из 2010. у граду је живело 477 становника, што је 49 (11,4%) становника више него 2000. године.
| Група             | 2000.       | 2010.       |
| Белци             | 277 (64,7%) | 293 (61,4%) |
| Афроамериканци    | 139 (32,5%) | 179 (37,5%) |
| Азијати           | 0 (0,0%)    | 0 (0,0%)    |
| Хиспаноамериканци | 5 (1,2%)    | 6 (1,3%)    |
| Укупно            | 428         | 477         |